# 鄧羌
鄧 羌（とう きょう、生没年不詳）は、五胡十六国時代の前秦の武将である。安定郡（現在の寧夏回族自治区中南部及び甘粛省平涼市・白銀市及び鎮原県一帯に相当）の人。前秦を代表する猛将であり、その武勇は張蚝と共に「万人の敵」と恐れられた。

## 生涯

### 苻生の時代
若い頃より驍勇で騎射に秀でていたという。前秦に仕え、苻生の代に建節将軍となった。

#### 前燕を撃退
356年2月、前燕皇帝慕容儁が配下の慕輿長卿らに兵七千を与え、軹関より攻め寄せると、幽州刺史強哲は裴氏堡で迎え撃った。この侵攻を知った苻生は鄧羌を救援に差し向けた。鄧羌は敵軍と裴氏堡の南で戦闘を繰り広げ、これを大破させた。この戦いで慕輿長卿を討ち取り、二千七百を超える首級を挙げた。 

#### 太守に降格
356年4月、苻生の粗暴な振る舞いを厳しく諌めた左光禄大夫の強平が、怒りを買って獄に繋がれた。禁中に控えていた鄧羌はこの事態を知ると、衛将軍苻黄眉・前将軍苻飛と共に、叩頭して処刑を思い止まるよう強く諫めた。強平は苻生の母である強皇太后の弟（すなわち苻生の叔父）であったため、鄧羌は彼女の名を持ち出して諫言を続けたが、苻生はこれに一切耳を貸さず、結局強平は処刑された。苻生は反抗した鄧羌も殺そうと考えていたが、その武勇を惜しんで咸陽郡太守に左遷されただけで沙汰止みとなった。

#### 姚襄を討伐
357年4月、関中攻略を目論んでいた姚襄が軍を進めて杏城に駐屯し、従兄の姚蘭を遣わして敷城を攻撃し、さらにその兄である姚益及び将軍の王欽盧を遣わして北地にいる羌の諸部族を招集させた。諸部族は皆この呼び掛けに応じ、五万戸余りが付き従い、集まった兵は二万七千を数えた。苻生は、苻黄眉・苻堅・鄧羌に、歩兵騎兵合わせて一万五千を与えると、姚襄討伐に向かわせた。これに対して姚襄は、堀を深く塁を高くして守りを固め、軍を進めようとはしなかった。鄧羌は「矢傷を負った鳥は、矢に当たっていないかのように見せかけて、地上に降りるといいます。姚襄はここ最近、桓温・張平に立て続けに敗北を喫しています。そのため、実は鋭気を大きく喪失しています。今、塁を固めて戦おうとしないのは、我らの侵攻に困惑しているからに他なりません。姚襄の性格は剛直なことで有名ですが、それが故に動かされやすくもあります。ここで我らが堂々と太鼓を打ち鳴らして軍を進め、塁に逼迫すれば、姚襄は必ずや憤りを覚え、軍を出撃させてくるでしょう。そうなれば一戦で生け捕りに出来ましょう」と苻黄眉に建策すると、苻黄眉はこれに従った。5月、鄧羌は騎兵三千を率い、塁門に迫る形で布陣した。姚襄は怒り、全軍を挙げて撃って出た。鄧羌は、相手に優勢に立っていると思わせるように軍を退き、姚襄軍を本陣から遠く引き離させた。姚襄はまんまとこの偽退却に引っ掛かり、追撃を続けて三原にまで至ったが、ここで鄧羌は騎兵を反転させ、敵軍に突撃を開始した。これを合図に、苻黄眉と苻堅が率いる本隊が姿を現し、大規模な戦闘となった。乱戦の最中で姚襄は斬り殺された。これによって、敵軍は戦意を失い降伏した。

### 苻堅の時代

#### 張蚝を捕らえる
357年6月、苻堅が即位すると驍騎将軍に任じられた。
9月、張平が并州を拠点にして前秦に反旗を翻した。358年2月、苻堅が自ら兵を率いて討伐に乗り出すと、鄧羌はその先鋒となり、騎兵五千を率いて汾水に進駐した。3月、汾水近くの銅川に沿って築かれた銅壁まで軍を進めると、張平は全軍を挙げて迎撃に出た。
鄧羌軍はこれを散々に撃ち破り、張平の養子であり勇猛をもって知られた張蚝を生け捕って苻堅の下へと送った。敗れた上に息子が捕らえられた張平は恐れおののいて、苻堅に降伏を願い出た。
苻堅はこれを受け入れ、反乱を起こした罪を許した上に、彼を右将軍に任命した。また、張蚝を武賁中郎将・広武将軍に任命し、張平配下の三千戸余りを長安に移住させた。苻堅は、鄧羌の功績を絶賛すると共に、張蚝の武勇にも大いに期待をかけていた。そのため、苻堅は鄧羌と張蚝を常に傍近くに控えさせるようになり、国の人は彼らを「万人の敵（一万の兵に匹敵する程の強さ）」と称賛した。
359年3月、前秦の平羌護軍高離は略陽において反乱を起こした。苻堅は永安公苻侯に鎮圧を命じたが、苻侯は果たせぬままに亡くなった。4月、鄧羌は秦州刺史啖鉄を討伐に赴くと、高離を破って乱を平定した。

#### 法を整備
359年7月、鄧羌は御史中丞に任じられた。彼は剛直にして不屈であったため、王猛と志を同じくして綱紀粛正に取り掛かった。瞬く間に貴族や役人の不正を洗い出し、処刑または免職された者は二十人を超えた。これによって百官は恐れおののき、悪人は息を潜めた。また、道端に落ちている物を拾わなくなるなど、風紀は引き締められた。これを見た苻堅は「私は今初めて知った。天下に法が有るということを。天子が尊なる存在であることを」と感嘆した。その後、鄧羌は尚書に昇進した。

#### 反乱鎮圧
南匈奴屠各種の張罔が兵数千を集めると、大単于を自称するようになり、郡県を略奪して回った。この事態に苻堅は、鄧羌を建節将軍に任命し鎮圧を命じた。鄧羌は兵七千を率いると瞬く間にこれを平定させた。
365年7月、匈奴右賢王の曹轂・左賢王の劉衛辰が兵を挙げて反旗を翻すと、兵二万を率いて杏城以南の郡県に侵攻すべく、馬蘭山まで軍を進めた。これに対して苻堅は、中外の精鋭を率いて討伐に乗り出した。鄧羌は劉衛辰の討伐を命じられると、木根山で生け捕りにした。
367年10月、上邽の苻双・蒲坂の苻柳が苻堅に反乱を起こした。さらに陝城の苻廋・安定の苻武がこれに呼応して、共同で長安へと侵攻する準備を始めた。368年1月、苻堅の命を受け、鄧羌は王猛と共に苻柳のいる蒲坂を攻撃するため軍を進めた。4月、苻柳が決戦を挑もうと挑発を続けたが、鄧羌らは塁を塞いで応じようとしなかった。撃って出ない敵軍を見た苻柳は、自分を恐れているのではないかと思い込んだ。5月、苻柳は子の苻良に蒲坂の守りを任せ、兵二万を率いて長安へと軍を向けた。苻柳が蒲坂から百里余りまで来たところで、鄧羌は軽騎七千を率いて苻柳軍に夜襲を掛け、これを散々に撃ち破った。このため苻柳は軍を返したが、王猛が全軍を挙げてこれの追撃に掛かり、そのほとんどを捕虜とした。苻柳は数百騎を引き連れて、かろうじて蒲坂へと戻った。
9月、鄧羌らが蒲坂を攻略し、苻柳を始めその妻子の首を刎ね、長安へと運ばせた。王猛はそのまま蒲坂に止まり、鄧羌は王鑒と共に陝城の苻廋攻撃に向かった。12月、鄧羌らは陝城を陥落させると、苻廋を長安へと護送した。また、陝城の守備についた。
366年2月、隴西で自立していた李儼の討伐に貢献し、功績により鄧羌は建武将軍・洛州刺史となった。

#### 前燕との決戦
369年7月、東晋の大司馬桓温が前燕討伐に乗り出し、枋頭まで軍を進めた。劣勢に立たされていた慕容暐は使者を苻堅の下に派遣して、虎牢以西の地を割譲する事を条件に援軍を派遣するよう求めた。8月、苻堅の命により、鄧羌は苟池と共に歩兵騎兵合わせて二万を率いて慕容暐救援に向かい、11月には敵軍を撃ち破った。東晋軍が退却したのを確認すると、鄧羌らも軍を返して帰還した。
東晋軍が撤退した後、虎牢の地が惜しくなってきた慕容暐は、約束を反故にした。これに苻堅は激怒し、王猛と建威将軍の梁成・鄧羌に歩兵騎兵合わせて三万を与えて攻撃させた。
12月、洛州刺史の慕容筑が守る洛陽に攻め込んだ。370年1月、慕容臧が精鋭十万を従えて洛陽へ救援にやってくるも、鄧羌は梁成と共にこれを撃破した。戦意喪失した慕容筑が降伏を申し出るとこれを受け入れた。王猛らは帰還し、鄧羌は金墉に留まり統治の任に当たった。
370年6月、苻堅は王猛を総大将に任じ、楊安・張蚝・鄧羌ら十将、歩兵騎兵合わせて六万の兵を与えて、前燕討伐に向かわせた。10月、前燕を攻撃して潞川にまで進軍した際、将軍徐成を敵軍の偵察に派遣した。だが、徐成は期日に戻らなかったため、王猛は規則に則ってこれを斬ろうとした。鄧羌は「今、賊は多数で我が軍は少なく、それに徐成は大将であります。どうかお許しくださいますよう」と、徐成の助命を乞うた。王猛は「ここで徐成を処断しなければ軍法が成立しない」とそれを拒否した。なおも鄧羌は「徐成は私と同郡の出身であります。確かに期日に遅れたことは斬罪に値します。ですが、願わくばともに戦功によって償いたいと思います」と食い下がった。だが、王猛はこれを許さなかったため、鄧羌は怒って陣営に帰り、兵をもって王猛の陣を攻めようとした。王猛がその理由を問うと「詔を受けて遠路はるばる賊を撃ちに来て、今近くに賊がいるのに身内で互いに殺し合おうとしております。このため先にその害を除こうとしているのです」と言った。王猛は鄧羌の義侠に感じ入ったうえ、その智勇を惜しんでいたため、「将軍はもうやめるように。我も今回に限り徐成を許そう」と言った。鄧羌が王猛に謝すと、王猛がその手をとり「我は将軍を試しただけである。将軍は同郡の将に対してもそのような態度をとっているからには、国家への忠誠はいうまでもないだろう。賊のことを憂う必要は無くなったな」と言った。
敵軍の総大将慕容評との決戦が近づいてくると、王猛は鄧羌に「今日の戦は、将軍でなければ勝ち得ないだろう。勝敗の如何は、この一戦にある。将軍、全力を尽くされよ」と鼓舞すると、鄧羌は「司隷校尉を与えてくださるのであれば、公の憂い事は無くなりましょう」と答えた。王猛は「それに関しては、我の権限が及ぶ所ではないので、何とも言えない。しかし、安定郡太守・万戸侯を与えられるであろう事は、確実と言えよう」と言った。鄧羌は、自分の望みが薄い事を知らされると、顔からは笑みが消え、そのまま陣へ退いた。間も無く戦闘が開始されると、王猛は鄧羌を呼び出したが、彼は寝ていたためこれに応じなかった。そのため王猛は、鄧羌の下へと馬を飛ばした。王猛が到着すると、鄧羌は帳中で酒を飲んでいた。鄧羌は、王猛自ら出向いてきたとなれば仕方が無いと思い、ようやく戦う気になった。馬に跨がると張蚝・徐成らを従えて、矛を片手に慕容評軍へ突撃を開始した。突撃すること四度、縦横無尽に敵陣を駆け巡り、近寄る者は全て右手で握った矛でなぎ払った。旗と言う旗を奪い、将と言う将を斬った。彼の四度の突撃だけで、殺傷された敵軍の兵は数百に上った。日が高くなる頃には、戦況は決していた。慕容評の軍は大敗を喫し、捕虜や戦死した兵はゆうに五万を超えた。だが鄧羌は、この勝利に満足する事無く、執拗なまでに敵軍に追撃を掛けた。慕容評はこの追撃によって、降服した者の数を含めると十万の兵を失い、単騎でかろうじて鄴へと逃げ込んだ。
前燕の宜都王慕容桓は1万余りを率い、沙亭に屯して慕容評の後詰となっていたが、慕容評が敗れたと聞くと引き返して内黄に屯した。
11月、苻堅が鄧羌に信都を攻めさせると、慕容桓は鮮卑五千を率いて龍城へ撤退した。
後に前燕が滅ぶと論功行賞が行われ、鄧羌は使持節・征虜将軍・安定郡太守・真定郡公とされた。
371年1月、王猛は過去の功績から鄧羌を司隷校尉とするよう請うと、苻堅は詔を下して、「司隷校尉は国家の近畿を統べる重要な任務であるが、名将に対してその優秀さを示すものではない。鄧羌は廉頗・李牧のような才があり、朕は征伐の任をゆだねるつもりである。北は匈奴を平らげ、南は揚・越の地（東晋）を平らげることが鄧羌の任であるのだ。司隷校尉の職では与えるには足りぬ」と言い、鎮軍将軍に昇進させて位を特進とした。

#### 蜀平定
374年、蜀人の張育・楊光らが挙兵、苻堅に反旗を翻し、巴獠はこれに呼応した。苻堅は鄧羌を護羌校尉に任じ、5万の兵を与えて楊安と共にこれの討伐に当たらせた。
張育は蜀王と自称、東晋に使者を派遣して帰順を願い出ると、巴獠の長である張重・尹万と共に兵五万余で成都を包囲した。7月、張育は尹万と主導権争いを始め、遂に離反すると、兵を率いて相対峙した。鄧羌と楊安はこの隙を突いて攻撃を仕掛けた。攻勢に晒された張育と楊光は、綿竹まで軍を退いた。9月、鄧羌らは張重、尹万の軍と成都の南で戦闘を行い、首級二万三千を挙げる勝利を収め、張重を討ち取った。さらに鄧羌は張育、楊光と綿竹で戦闘を繰り広げ、彼らを斬り殺した。これによって益州は平定され、鄧羌はその功績を岷山に刻んで帰還した。

#### その後
376年10月、苻堅は、安北将軍、幽州刺史の苻洛を北討大都督に任じ、幽州兵十万を与えて、代王の拓跋什翼犍を攻撃させた。また、後将軍の倶難と鄧羌に歩兵騎兵合わせて二十万を与え、東は和龍から、西は上郡から出陣させ、苻洛軍と合流させた。拓跋什翼犍はこれと一戦を交えるも敗れ、弱水に逃げ込んだ。前秦軍が追撃を行い窘迫に近づくと、拓跋什翼犍は更に陰山まで軍を退いたが、子の拓跋寔君に捕縛され、拓跋寔君はそのまま前秦に降伏した。12月、功績により鄧羌は并州刺史・車騎将軍・陽平国常侍に任じられた。
これ以降史書に鄧羌の名は無く、379年2月に張蚝が并州刺史に任じられているため、この直前に亡くなったのではないかと思われる。

## 逸話
- 苻堅が鄧羌と東堂において引見した際、「将軍の先祖にあたる仲華（鄧禹の字）はかつて漢の世祖（光武帝）に出会い、仕えることが出来た。将軍はまた朕と出会った。鄧氏はなんと幸運なことよ」と言った。鄧羌はこれに答えて、「臣は常々、光武帝にとっても仲華に出会えたのは僥倖であり、仲華のみが幸運だったのではないと考えております」と言った。苻堅はこれを聞くと、「将軍の言うとおりである。将軍のみが幸いであったのではなく、朕もまた賢者に出会うことができたのであるな」と笑って言った。

- 苻丕（苻堅の庶長子。前秦の4代皇帝）がまだ幼かった頃、苻堅の命により鄧羌は彼へ兵法を教授したという。

## 子孫
鄧羌には数人の子がおり、皆義烈をもって称賛された。
鄧景
鄧羌の子。苻丕の在位時に京兆尹となった。
鄧翼
鄧羌の子。鄧景より後に生まれた。前秦の河間相となり、後に後燕に降ると重職を歴任した。